# Klekovača
Klekovača är en ås i Bosnien och Hercegovina. Den ligger i den västra delen av landet, 160 km väster om huvudstaden Sarajevo.
I omgivningarna runt Klekovača växer i huvudsak blandskog. Runt Klekovača är det ganska tätbefolkat, med 93 invånare per kvadratkilometer.